# 毛果兴安虫实
毛果兴安虫实（学名：Corispermum chinganicum var. stellipile）为藜科虫实属下兴安虫实的一个变种。